# Cropera rhabdophora
Cropera rhabdophora är en fjärilsart som beskrevs av Collenette 1956. Cropera rhabdophora ingår i släktet Cropera och familjen tofsspinnare. Inga underarter finns listade i Catalogue of Life.